# Gaziantep

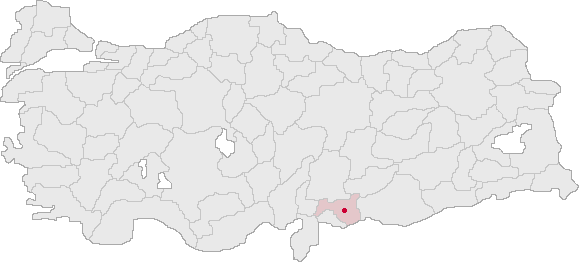
Poloha města a provincie Gaziantep na mapě Turecka

Gaziantep (také krátce Antep) je město v Turecku, správní středisko stejnojmenné provincie. Má 1,8 milionu obyvatel a nachází se poblíž hranice se Sýrií, nedaleko od řeky Eufrat. Ve městě působí fotbalové kluby Gaziantepspor a Gaziantep Büyükşehir Belediyespor.

## Historie
Gaziantep je známý už z dob starověku, i z dob Chetitské říše. V Byzantské říši nesl název Aintab a bylo to čilé obchodní město. Pod vliv islámu spadlo město současně s rozmachem osmanské říše a její expanzí na jih a západ Anatolského poloostrova. Až do první světové války neslo název Antep, stejně jako celá provincie. Předpona Gazi- byla přidána v roce 1921, znamená v turečtině veterán, a byla udělena za zásluhy města v době první světové války. Dnes patří Gaziantep mezi rychle rostoucí města s významnými potravinářskými závody. Přestože v roce 1985 mělo ještě 450 000 obyvatel, v roce 2014 už jejich počet překročil 1 844 000 a město je tak šestým nejlidnatějším městem v Turecku.
V únoru 2023 bylo město zasaženo zemětřesením o síle až 7,8 Mw. V samotném městě a jeho blízkém okolí si vyžádalo několik tisíc obětí na životech a tisíce zraněných.

## Pozoruhodnosti města
- Chetitské památky (sochy)
- hrad
- největší muzeum mozaik starověku na světě

## Partnerská města
- Ostrava
- Duisburg,[4] od roku 2005
- Aleppo
- Florencie
- Nijmegen, od roku 2006
- Karlstad
- Ludwigshafen, od roku 2012